# Dharmapur, Bidar
Dharmapur là một làng thuộc tehsil Bidar, huyện Bidar, bang Karnataka, Ấn Độ.